# Iacob
Iacob è un film del 1988 diretto da Mircea Daneliuc.